# Kawartha Highlands Provincial Park
Kawartha Highlands Provincial Park är en park i Kanada.   Den ligger i provinsen Ontario, i den sydöstra delen av landet, 220 km väster om huvudstaden Ottawa. Kawartha Highlands Provincial Park ligger 323 meter över havet. Den ligger vid sjöarna  Beaver Lake Bottle Lake och Sucker Lake.
Terrängen runt Kawartha Highlands Provincial Park är platt. Runt Kawartha Highlands Provincial Park är det mycket glesbefolkat, med 2 invånare per kvadratkilometer.. 
I omgivningarna runt Kawartha Highlands Provincial Park växer i huvudsak blandskog.